# Pseudobiceros hancockanus
Pseudobiceros hancockanus is een platworm (Platyhelminthes). De worm is tweeslachtig. De wetenschappelijke naam van de soort werd voor het eerst geldig gepubliceerd in 1876 door Collingwood als Proceros hancockanus.